# Nicolas Philibert
Nicolas Philibert (Nancy, 10 gennaio 1951) è un regista francese di film documentari.
Inizia la propria carriera cinematografica come assistente di René Allio, che nel 1975 gira Io, Pierre Rivière, avendo sgozzato mia madre, mia sorella e mio fratello....

## Filmografia parziale
- La Ville Louvre (1990)
- Nel paese dei sordi (Le pays des sourds) (1992)
- Essere e avere (Être et avoir) (2002)
- Ritorno in Normandia (Retour en Normandie) (2007)
- In ogni istante (De chaque instant) (2018)
- Sull'Adamant - Dove l'impossibile diventa possibile (Sur l'Adamant) (2023)